# Vicky Ntetema
Vicky Ntetema, née en 1959 à Dar es Salam, est une journaliste tanzanienne. Elle a fait connaître les assassinats  des albinos en Tanzanie et au Burundi. Elle dirige  la branche tanzanienne d’une ONG qui tente de protéger les albinos dans le monde.

## Biographie
Vicky Ntetema est née en Tanzanie à la fin des années 1950. Elle bénéficie des liens, dans les années 1970, entre la Tanzanie et les pays communistes  qui lui permettent de suivre une formation au journalisme en Biélorussie, mais elle a également l’opportunité de suivre une autre formation  à la London School of Economics.
À partir des années 1990, elle travaille comme journaliste en Tanzanie, notamment pour la BBC.
Elle est connue pour ses enquêtes sur la situation des albinos en Tanzanie. Les personnes atteintes d'albinisme sont victimes de meurtre dans certains pays africains, car la population utilise les membres des corps dépecés pour des potions et autres fabrications dans la sorcellerie. Ces problèmes sont dus à la persistance de légendes conférant des caractéristiques mystiques aux personnes atteintes d'albinisme. Elle a mené enquête en se faisant passer pour une acheteuse potentielle. Elle a fait ensuite l’objet de menaces et a requis une protection.
Elle dirige ensuite  la branche tanzanienne d’une ONG, UTSS, Under The Same Sun (Sous le même soleil), qui  tente d’améliorer le sort des albinos dans le monde.

## Distinctions
- Prix du courage en journalisme de l’IWMF (International Women's Media Foundation) en 2010[4].
- Prix international Femme de courage, en 2016[5]